# Хакуринохабльское сельское поселение
Хакуринохабльское сельское поселение — муниципальное образование в Шовгеновском районе Республики Адыгея.
Административный центр — аул Хакуринохабль.

## История
Образовано из Хакуринохабльского сельского округа с тем же составом населенных пунктов.
Площадь 90,86 км².

## Население
| 2002  | 2010  | 2011  | 2012  | 2013  | 2014  | 2015  |
| ----- | ----- | ----- | ----- | ----- | ----- | ----- |
| 4045  | ↗4372 | ↗4373 | ↘4350 | ↘4341 | ↘4334 | ↘4309 |
| 2016  | 2017  | 2018  | 2019  | 2020  | 2021  | 2023  |
| ↘4277 | ↘4236 | ↗4277 | ↘4263 | ↘4255 | ↘4245 | ↘4214 |
| 2024  |       |       |       |       |       |       |
| ↗4243 |       |       |       |       |       |       |

### Национальный состав
По переписи населения 2010 года из 4372 проживающих в сельском поселении, 4327 человек указали свою национальность:
| Национальность | Численность | %       |
| -------------- | ----------- | ------- |
| Адыгейцы       | 3634        | 83,1 %  |
| Русские        | 542         | 12,4 %  |
| Татары         | 77          | 1,8 %   |
| Другие         | 74          | 1,7 %   |
| Не указали     | 45          | 1,0 %   |
| Всего          | 4372        | 100,0 % |

По данным переписи населения 2021 года из 4245 проживающих в сельском поселении, 4196 человека указали свою национальность
:
| Народ           | Численность, чел. | Доля от населения, % |
| --------------- | ----------------- | -------------------- |
| Адыги (Черкесы) | 3 539             | 84,34 %              |
| Русские         | 528               | 12,58 %              |
| Татары          | 58                | 1,38 %               |

## Состав сельского поселения
| № | Населённый пункт | Тип населённого пункта      | Население | Примечание      |
| - | ---------------- | --------------------------- | --------- | --------------- |
| 1 | Киров            | хутор                       | ↘117      | татары, русские |
| 2 | Хакуринохабль    | аул, административный центр | ↗3879     | адыгейцы        |
| 3 | Хапачев          | хутор                       | →247      | русские         |